# 公司 (杂志)
Inc.是一家美国商业媒体，成立于1979年，总部位於紐約州纽约市。它每年出版六期印刷品，以及每天發表在线文章和视频。Inc.每年还舉辦一些现场和虚拟活动。

## 官方網站
- 官方网站
- 'Inc 500 Fastest Growing Companies in America List' （页面存档备份，存于）